# François de La Noue
François La Noue, francoski maršal, * 1531, † 1591.